# Capella del Mas Soler
La Capella del Mas Soler és una obra de Bàscara (Alt Empordà) inclosa a l'Inventari del Patrimoni Arquitectònic de Catalunya. Situat al sud-oest del nucli urbà de la població de Bàscara, a poca distància del veïnat de Sant Miquel de Terrades (Calabuig) i al peu del camí de Sant Nicolau, dins d'una zona boscosa que forma part de les terres del mas Soler.

## Descripció
Petita capella rehabilitada d'una nau rectangular amb absis semicircular. La nau està coberta amb volta de canó mentre que l'absis presenta la volta ametllada i s'obre a la nau mitjançant un arc de mig punt amb les impostes motllurades. Hi ha dues finestres d'arc de mig punt situades a l'absis i en un dels murs laterals de la nau. La façana principal presenta un portal d'accés rectangular amb llinda plana i emmarcat dins d'un arc de mig punt amb les impostes motllurades. A la part superior hi ha un petit campanar cobert amb teulada de dues vessants.
La construcció és bastida amb pedra desbastada de diverses mides, disposada regularment i amb fragments de material constructiu.

## Història
No s'ha localitzat cap referència documental que faci referència a aquesta capella. Aquest fet no ens permet establir una datació concreta de l'element, ja que la construcció està força rehabilitada, i no es descarta que pugui ser de nova planta i de factura recent.